# Red Funnel

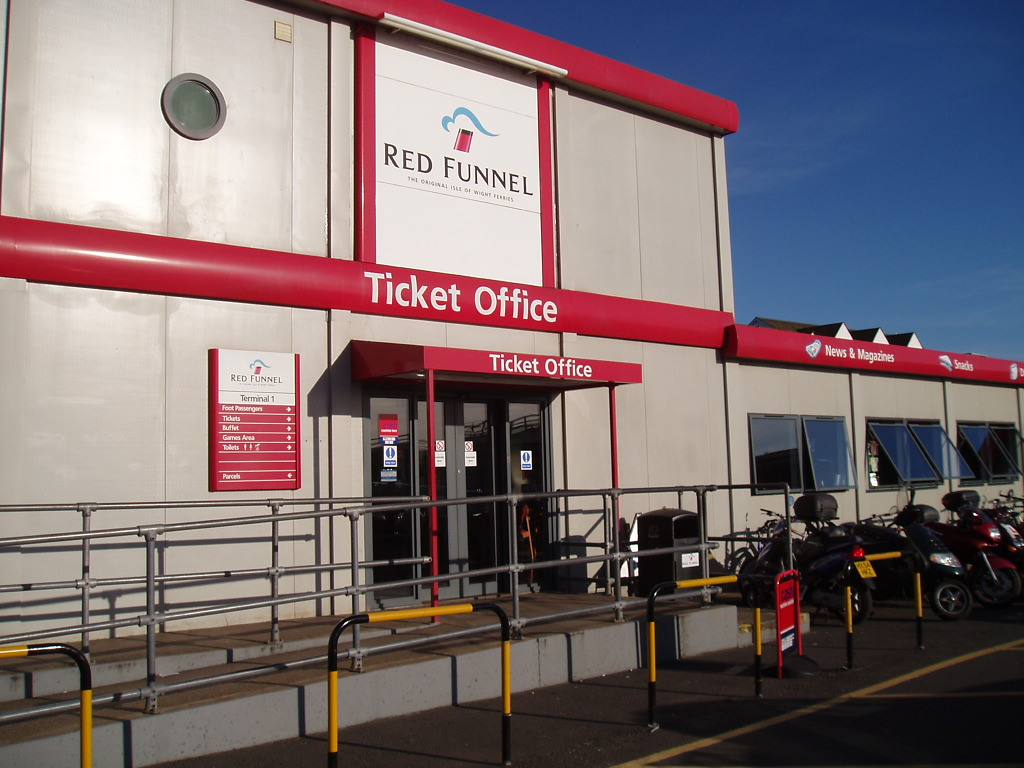
Terminal der Red Funnel in Southampton

Die Red Funnel Group, kurz Red Funnel, ist eine Fährgesellschaft mit Niederlassung in Southampton (England). Die Fähren fahren auf der Route zwischen Southampton und Cowes (Isle of Wight).

## Geschichte
Das Unternehmen wurde 1820 von George Ward und William Fitzhugh als Isle of Wight Royal Mail Steam Packet Company in Southampton gegründet. Der korrekte Firmenname lautet heute Southampton Isle of Wight and south of England Royal Mail Steam Packet Company Limited, wobei der Handelsname Red Funnel zu deutsch Roter Schornstein bedeutet und sich auf die markant rot lackierten Schornsteine auf den Schiffen der Flotte bezieht.

## Flotte

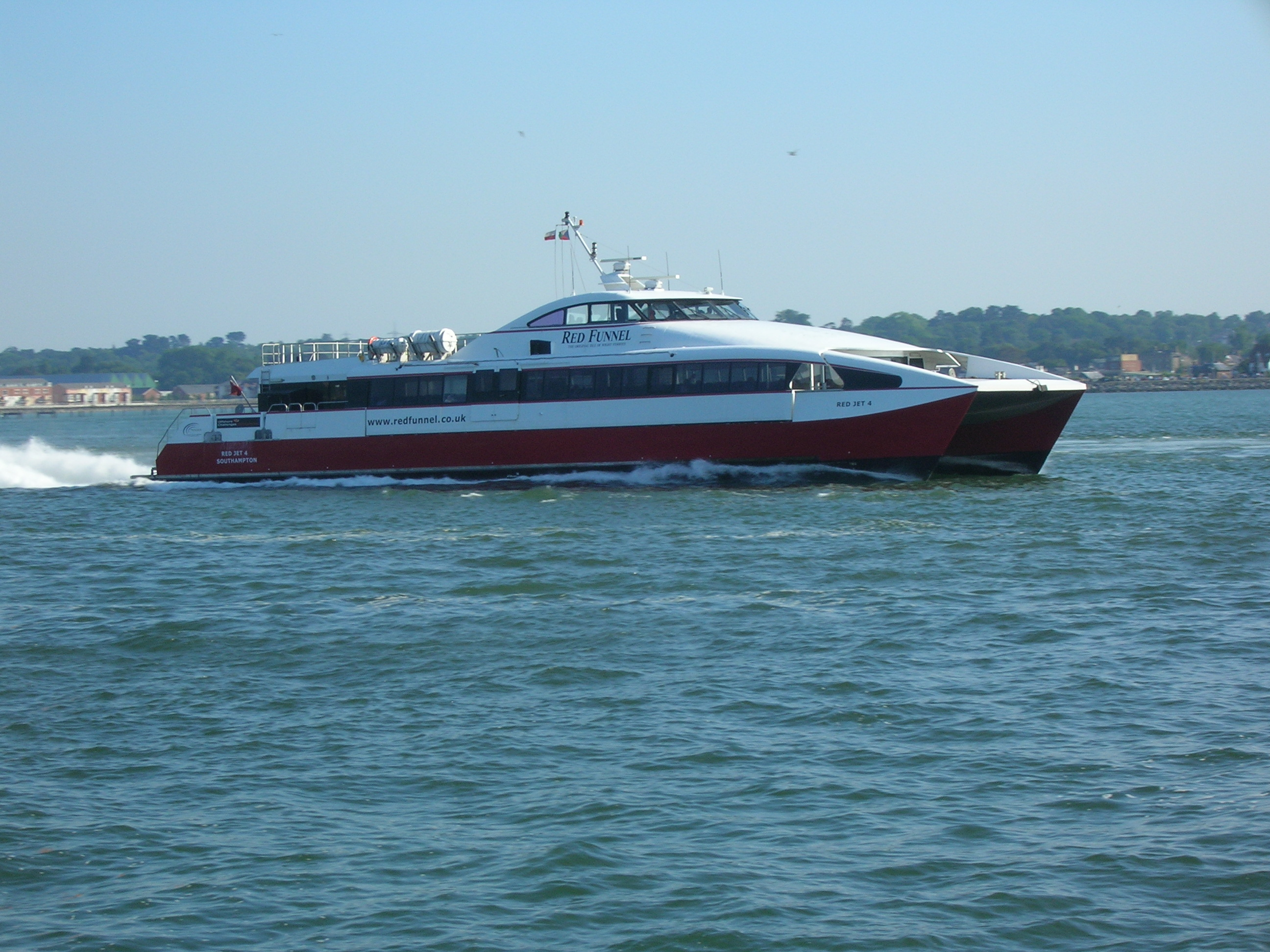
Red Jet 4

### Autofähren
Fahrzeit circa 55 Min.
- Red Eagle
- Red Falcon
- Red Osprey

### Katamarane
Fahrzeit circa 25 Min.
- Red Jet 4
- Red Jet 6
- Red Jet 7

### Frachtfähre
- Red Kestrel